# 斯里蘭卡副絨皮鮋
斯里蘭卡副絨皮鮋為輻鰭魚綱鮋形目鮋亞目絨皮鮋科的其中一種，為熱帶海水魚，分布於西印度洋斯里蘭卡海域，棲息在底層水域，生活習性不明。

## 扩展阅读
維基物種上的相關：斯里蘭卡副絨皮鮋